# Bernhard Dorn

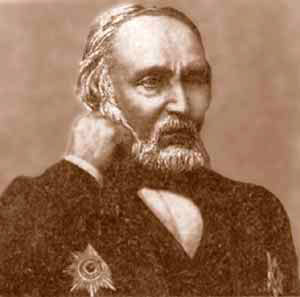
Bernhard Dorn (1805–1881)

Bernhard Dorn (russisch Борис Андреевич Дорн, * 11. Mai 1805 in Scheuerfeld; † 31. Mai 1881 in St. Petersburg) war ein deutsch-russischer Orientalist.

## Leben
Dorn studierte in Halle und Leipzig zuerst Theologie, dann orientalische Sprachen, habilitierte sich 1825 in Leipzig und erhielt 1826 die Professur der morgenländischen Sprachen an der Kaiserlichen Universität in Charkow, welche er aber erst 1829 antrat.
Im Jahr 1835 als Professor der Geschichte Asiens an das Orientalische Institut zu St. Petersburg versetzt, wurde er 1839 zum Mitglied der Akademie der Wissenschaften, 1842 zum Direktor des Asiatischen Museums und 1843 zum Oberbibliothekar der kaiserlichen Bibliothek ernannt. Ab 1859 war er korrespondierendes Mitglied der Göttinger Akademie der Wissenschaften, ab 1860 auswärtiges Mitglied der Bayerischen Akademie der Wissenschaften und ab 1864 korrespondierendes Mitglied der Preußischen Akademie der Wissenschaften. Der Russischen Akademie der Wissenschaften in Sankt Petersburg gehörte er seit 1836 an, ab 1852 als ordentliches Mitglied.
In den Jahren 1860–1861 unternahm er eine Reise in den Kaukasus, nach Mazandaran und Gilan südlich des Kaspischen Meeres, von wo er mit reicher wissenschaftlicher Ausbeute zurückkehrte. Er starb am 31. Mai 1881 in St. Petersburg als russischer Staatsbürger.

## Mitgliedschaften
Bernhard Dorn war Mitglied der Deutschen Morgenländischen Gesellschaft und wurde 1852 zum Ehrenmitglied ernannt.

## Werk
Dorns wissenschaftliche Bestrebungen richteten sich zunächst auf Erforschung und Studium der Geschichte und Sprache der Afghanen, unter anderem durch:
- Grammatische Bemerkungen ueber das Puschtu, oder die Sprache der Afghanen. Akademie der Wissenschaften, St. Petersburg 1840. (Digitalisat)
- A Chrestomathy of the Pushtu Or Afghan Language, to which is Subjoined a Glossary in Afghan and English. Akademie der Wissenschaften, St. Petersburg 1847. (Digitalisat) und die
- History of the Afghans, translated from the Persian of Neamet-Ullah (London 1829–36, 2 Bde.) begründet hat, später auf die Geschichte und Geographie von ganz Iran, Turkistan und den Kaukasusländern und die Bearbeitung der noch unbekannten provinziellen Mundarten dieser Länder. Das Ergebnis dieser Studien ist das großartige Sammelwerk:
- Mohammedanische Quellen zur Geschichte der südlichen Küstenländer des Kaspischen Meers (St. Petersburg 1850–58, 4 Tle.). In diesem Rahmen wurden die Werke des Historikers Sayyed Zahiruddin Mar'ashi der europäischen Wissenschaft zugänglich.
- Beiträge zur Kenntnis der iranischen Sprachen. Masenderanisch, (St. Petersburg 1860–66, Teil 1 u. 2). Seine
- Beiträge zur Geschichte der kaukasischen Länder und Völker aus morgenländischen Quellen sind enthalten in den Mémoires der St. Petersburger Akademie, Band 5–7 (1845–48); hieran schließt sich:
- Caspia. Über die Einfälle der alten Russen in Taberistan (St. Petersburg 1875).

Außerdem hat Dorn viele in den Mémoires und dem Bulletin der St. Petersburger Akademie zerstreute Übersetzungen persischer Texte und andre Beiträge zur Geschichte, Geographie, Numismatik und Altertumskunde des mohammedanischen Orients geliefert. Durch seine amtliche Stellung veranlasst waren:
- Das Asiatische Museum der kaiserlichen Akademie der Wissenschaften (St. Petersburg 1846) und
- Catalogue des manuscrits et xylographes de la bibliothèque impériale publique (St. Pétersbourg 1852).